# Trizesismen
Trizesismen waren eine besondere Steuer im Herzogtum Württemberg. Sie betrug den 30. Teil von Feldfrüchten und Wein und dienten der Finanzierung der herzoglichen Haustruppen.
Am 14. Mai 1691 wandelte Herzog-Administrator Friedrich Carl die bisherigen Landesdefensions-Regimenter in reguläre Soldtruppen um. Die zusätzlichen Kosten wurden durch eine Kopf- und Familiensteuer und die Erhebung der Trizesismen aufgebracht. Nachdem der Herzog-Administrator im Herbst 1692 bei einem Gefecht zwischen Pforzheim und Ötigsheim in französische Gefangenschaft geraten war, entließ die „Mitvormünderin“ Herzogin Magdalene Sybille die regulierte Landmiliz wieder, die Trizesismen wurden nicht mehr erhoben.
Herzog Eberhard Ludwig schrieb die Trizesismen ohne Zustimmung der Landstände wieder aus. Der Streit über die Finanzierung wurde 1724 beigelegt und die Trizesismen endgültig abgeschafft.